# Run BASIC
Run BASIC — сервер приложений, основанный на Liberty BASIC.

## Модель программирования
Веб-страницы не хранятся в отдельных файлах и не обрабатываются как шаблоны, а генерируются динамически в соответствии с определением программиста. С помощью объектно-ориентированного программирования приложения могут быть разбиты на объекты с помощью методов, вызываемых для них. Любой объект может отображать себя на веб-странице как способ управления различными частями веб-страницы модульным способом.

## Модель веб-сервера
Запуск BASIC не является дополнительным модулем, как Perl или PHP для Apache. Компилятор BASIC и модель исполнения тесно интегрированы с собственным HTTP-сервером. При необходимости его можно проксировать за другим веб-сервером, например Apache. Управление сессиями прозрачно для программистов. Когда веб-приложение запускается, ему даётся сеанс. Если он неактивен достаточно долго (продолжительность настраивается), после истечения времени сеанса память освобождается.

## Поддерживаемые платформы, лицензии
Поддерживаемые операционные системы включают Microsoft Windows 2000, XP, Vista, Mac OS X, и Linux. Поддерживаемые веб-браузеры включают в себя Internet Explorer 6 и 7, Mozilla Firefox 2 и 3, Safari 3.x. Лицензии включают коммерческое и бесплатное программное обеспечение.